# Awesome Truth
The Awesome Truth sono un tag team di wrestling attivo in WWE formato da The Miz e R-Truth.

## Storia

### 2011-2012

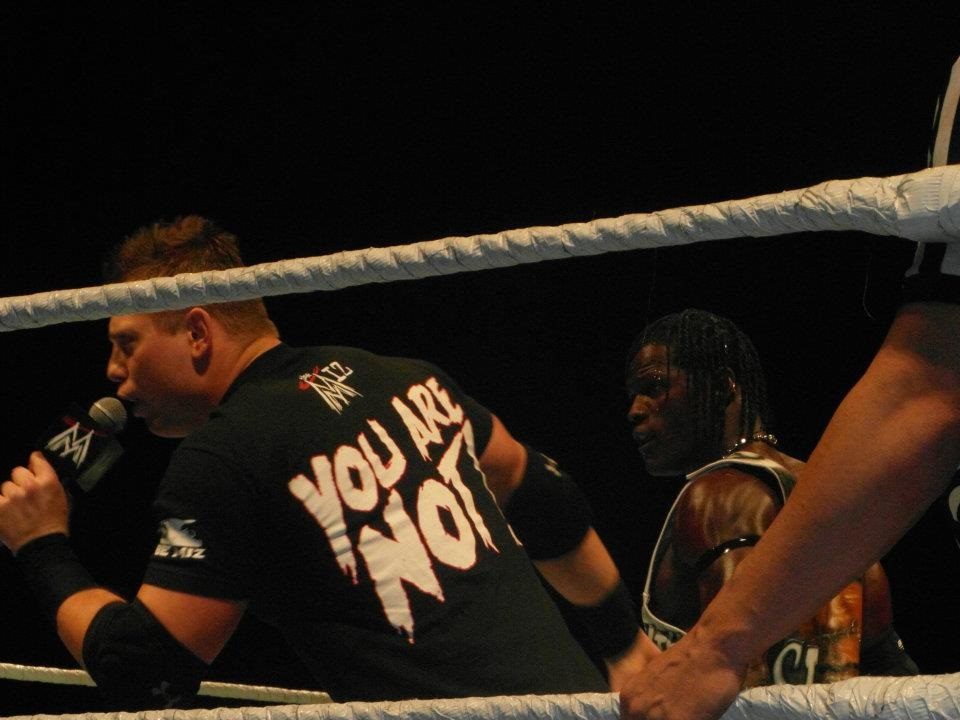
Awesome Truth nel 2011

Nella puntata di Raw del 22 agosto 2011, Miz e Truth attaccarono Santino Marella prima del suo match e poi procedettero a tagliare un promo in cui criticavano Triple H per non averli sfruttati a dovere. La settimana successiva, Truth interferì nel match di The Miz ed entrambi attaccarono CM Punk e annunciarono un match per il titolo Tag Team Champions contro gli The Air Boom a Night of Champions il 5 settembre ma persero per squalifica. Hanno poi interferito nel match tra Triple H e CM Punk attaccando entrambi.
Affrontarono CM Punk e John Cena ma persero, allora nonostante le scuse verso Triple H furono entrambi licenziati, poco dopo attaccarono Triple H nel backstage.
Alla fine di Hell in a Cell 2011 attaccarono Alberto Del Rio, CM Punk e John Cena, in seguito a ciò, Triple H seguito dall'intero roster cercò di attaccarli ma la polizia apri la porta della gabbia e arrestarono entrambi.
Dopo Hell In a Cell, i due si scusarono pubblicamente e dissero di rivolere i loro lavori indietro; sono poi stati riassunti da John Laurinaitis per lavorare su Raw.  A Vengeance 2011 affrontarono CM Punk e Triple H e con l'aiuto di Kevin Nash vinsero. Poi hanno assaltato John Cena e Zack Zyder a Raw; dopo affrontarono John Cena in un tag team match con The Rock vinto proprio da Cena e The Rock.

### La prima faida e lo scioglimento

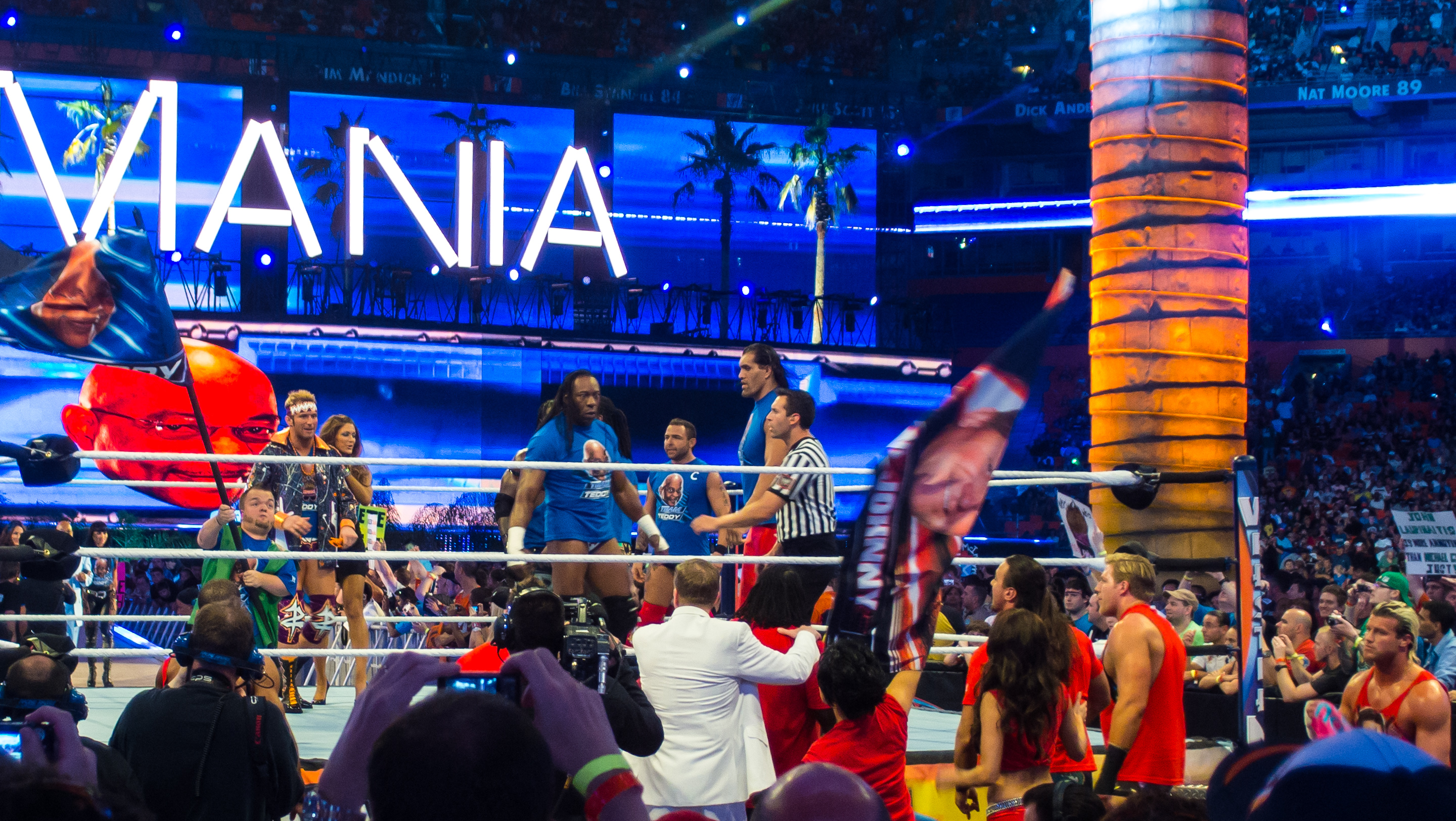
Team Johnny vs Team Teddy (Wrestlemania 28)

Nell'episodio di Raw del 26 dicembre, R-Truth è diventato un buono e ha attaccato The Miz che poco prima aveva perso contro John Cena; nella puntata di Raw del 1 gennaio 2012, Truth attacco nuovamente The Miz durante il match con Sheamus. Il 9 gennaio, Truth attaccò Ricardo Rodriguez ma a sua volta fu attaccato da The Miz ma Truth contrattacco e allora Miz fuggi. Il 16 gennaio The Miz e Wade Barrett attaccarono Truth ma Sheamus arrivò in suo aiuto; in seguito, il boss dello SmackDown organizzò un match fra Truth, Miz, Barrett e Sheamus, vinto da Truth. Nella Royal Rumble 2012 Truth fu eliminato da Miz dopo solo 5 minuti mentre Miz durò ben 45 minuti prima di essere eliminato da Big Show. Sia Miz che Truth lottarono per il WWE Championship contro CM Punk, Chris Jericho, Dolph Ziggler e Kofi Kingston a Elimination Chamber, ma nessuno dei due fu in grado di vincere. I due si riincontrarono successivamente in team opposti a WrestleMania 28, con Truth che si unì al team di Theodore Long mentre Miz si unì al team di Laurinaitis in un tag team match da 12 uomini per determinare il General Manager di Raw e SmackDown, in cui il team di Laurinaitis avrebbe vinto con lo schienamento di The Miz verso Zack Ryder.

### Le reunion
Il 21 settembre 2013, Miz e R-Truth affrontarono The Shield ( Roman Reigns e Seth Rollins) per il WWE Tag Team Championship. Vinsero il match per squalifica ma non ottennero i titoli perché non ottenibili tramite squalifica.
Dopo una faida con Shane Mc Mahon, Truth e The Miz fecero squadra contro Drew McIntyre ed Elias nell'episodio del 18 giugno 2019 di SmackDown.
Nel 2024 R-Truth cercò di entrare a far parte della stable The Judgment Day ma il loro leader, Damian Priest non lo accettava, anzi, lo definiva la mascotte del team.Quando nella puntata del 22 gennaio 2024 di Raw, R-Truth costò una vittoria a Priest che fu violentemente attaccato da McIntyre mentre Priest sgridava Truth. In seguito a ciò, nella puntata del 29 gennaio 2024, la stable attaccò Truth e nonostante The Miz cercò di intervenire, la superiorità numerica di Judgement Day prevalse ed entrambi vennero violentemente attaccati. Miz e Truth hanno successivamente sconfitto Mysterio e McDonagh nel loro primo incontro come squadra dal 2019. I due parteciparono alla Royal Rumble ,dove si sono brevemente uniti ed hanno eseguito la loro caratteristica danza Awesome Truth, prima di essere eliminati rispettivamente da Gunther e Priest.
Da allora i due hanno fatto squadra in vari match tra cui quello contro Veer Mahaan e Saurav Gurjar per la qualificazione al ladder match per il WWE Tag Team Championship a WrestleMania XL dove Truth riuscì a vincere dando a Truth la sua prima vittoria a WrestleMania e la prima vittoria del titolo della squadra. Nella puntata di Raw del 22 aprile, Miz e Truth difesero con successo i loro titoli nella loro prima difesa del titolo contro #DIY. Persero i titoli il 24 giugno a Raw contro Bálor e McDonagh dopo l'interferenza di Carlito, Mysterio e Liv Morgan, concludendo il loro regno di 79 giorni.

## Nel wrestling

### Mosse finali in coppia
Little Jimmy Finale (Little Jimmy di Truth con una Skull-Crushing Finale di Miz)

### Mosse finali dei singoli wrestler
The Miz
- Full Nelson facebuster

R-Truth
- Fireman's carry into powerslam

### Musiche d'ingresso
- Awesome Truth di Jim Johnston (WWE: 2011-presente)[27]

### Musiche d'ingresso dei singoli wrestler
The Miz
- I Came to Play dei Downstait (2010–presente)

R-Truth
- Whats Up? eseguita live da Ron Killings (WWE; 2010–presente)

## Titoli e riconoscimenti
- Pro Wrestling Illustrated
  - The Miz si è classificato al primo posto fra i wrestler singoli (2011)[28]
- WWE
  - World Tag Team Championship[29][30]